# Eun Young Yi
Eun Young Yi (* 1956 in Daecheon, Südkorea) ist Architekt. Er betreibt das Architekturbüro yi architects in Köln und Seoul.

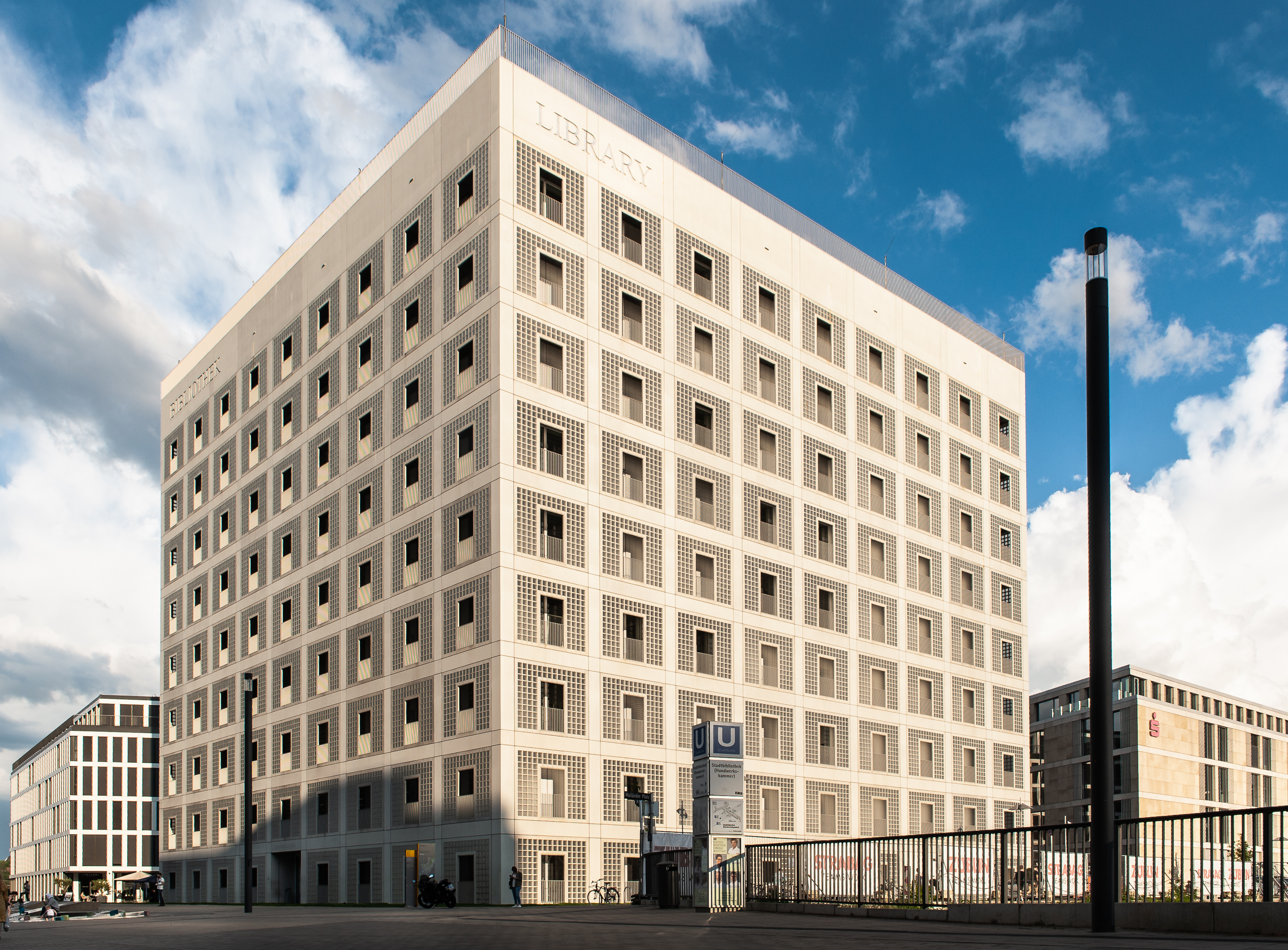
Stadtbibliothek am Mailänder Platz, Stuttgart

Yi studierte Architektur von 1976 bis 1983 an der Hanyang-Universität in Korea und von 1984 bis 1990 an der RWTH Aachen. Von 1994 bis 1999 war er Wissenschaftlicher Mitarbeiter am Lehrstuhl für Stadtbereichsplanung und Werklehre an der RWTH Aachen. Er wurde 2000 als Universitätsprofessor der Hanyang-Universität berufen. 1999 gewann er den Wettbewerb für die Realisierung der Stadtbibliothek am Mailänder Platz (damals: Bibliothek 21) in Stuttgart, der in seiner Radikalitätan die Architektur von O. M. Ungers erinnert. Der Neubau wurde am 24. Oktober 2011 eröffnet und erhielt 2013 die Auszeichnung „Bibliothek des Jahres“.
Im Jahr 2010 überzeugte Eun Young Yi mit einem Neubauentwurf des Niedersächsischen Landtags die Jury mit einem Plenarsaal, der sich zur Stadt hin öffnete. Glasfronten sollten dabei maximale Transparenz signalisieren. „Im März 2010 beschloss der Landtag mit 91 von 152 Stimmen den Komplettneubau nach seinen Plänen und damit den Abriss der Oesterlen-Architektur — ein Ergebnis, das mit Blick auf final noch zu ermittelnde Baukosten unter Vorbehalt stand.“ Wegen des Urheberrechts von Oesterlen und nach Protesten von Bürgern und Fachleuten gegen den Abriss des bestehenden Gebäudes wurden die Pläne aber nicht weiterverfolgt.